# 'N Sync (álbum)
*NSYNC é o álbum de estreia da boy band americana 'N Sync. Foi lançado na Alemanha em 26 de maio de 1997 pela BMG Rights Management antes de receber um lançamento mundial em 1998 pela RCA.

## Antecedentes
Em 1995, Chris Kirkpatrick encontrou-se com Lou Pearlman para falar sobre a formação de um grupo pop. Pearlman disse que financiaria o grupo se Kirkpatrick encontrasse outros jovens cantores masculinos para estar com ele na banda. Isso levou Kirkpatrick a ligar para Joey Fatone, um amigo que conheceu enquanto trabalhava na Universal Studios. Fatone e Kirkpatrick então se aproximaram de Pearlman para mais sugestões. Pearlman ouviu algumas fitas que eles tinham, e Justin Timberlake um dos membros do Mickey Mouse Club chamou sua atenção. Timberlake logo se juntou ao grupo e recomendou seu amigo Joshua "JC" Chasez, que também era um membro do elenco no Mickey Mouse Club. Logo, eles decidiram equilibrar seu som encontrando um cantor de baixo. Inicialmente, seu quinto membro seria Jason Galasso. Depois de várias semanas de ensaios, o grupo montou uma apresentação e começou a planejar a assinatura oficial do contrato com a Trans Continental gravadora de Pearlman. No entanto, no último minuto, Galasso desistiu, pois não gostava da direção musical do grupo, alegando que ser um ídolo adolescente nunca foi um objetivo dele. Na necessidade de um baixo, o grupo fez um teste com várias pessoas sem sucesso. Timberlake logo chamou seu treinador vocal, que sugeriu um jovem de 16 anos do Mississippi chamado Lance Bass. Bass voou para Orlando para fazer um teste e foi imediatamente aceito no grupo. Depois de assinar com a BMG Ariola Munich, outro selo de Pearlman, o grupo foi enviado à Suécia para começar a trabalhar em seu álbum de estreia com a ajuda de produtores como Denniz Pop, Max Martin e Andreas Carlsson.

## Singles
O primeiro single oficial do album, "I Want You Back", foi lançado na Alemanha em 4 de outubro de 1996,  e entrou no top 10 na Alemanha em 18 de novembro de 1996. O segundo segundo single do grupo, "Tearin' Up My Heart", foi lançado na Alemanha em 10 de fevereiro de 1997, também chegando ao top 10.  Um terceiro single,"Here We Go", foi lançado na Alemanha em 5 de maio de 1997,  apenas três semanas antes do lançamento do álbum, para um sucesso semelhante.  O álbum de estréia auto-intitulado foi lançado pela BMG Ariola Munich em 26 de maio de 1997, na Alemanha, na Alemanha conseguiu alcançar a primeira posição na sua segunda semana de lançamento. O grupo logo se tornou um sucesso instantâneo em grande parte da Europa.  O álbum também foi bem sucedido na Suíça e na Áustria, vendendo 820.000 unidades na região de ASA (Alemanha, Suíça, Áustria) e Europa Oriental.  Dois outros singles, "For the Girl Who Has Everything" e "Together Again", foram lançados em 18 de agosto e 3 de novembro de 1997, respectivamente, alcançando sucesso na Alemanha e em outros territórios europeus.
Após o sucesso de seu álbum de estréia em vários territórios europeus, a banda chamou a atenção de Vincent DeGiorgio, um representante de A&R da RCA Records. Depois de assistir o grupo realizar uma versão de seu single "Together Again" em Budapeste em novembro de 1997, ele ofereceu um contrato de gravação com a RCA, com o qual o grupo concordou imediatamente. Em 20 de janeiro de 1998, seu primeiro single alemão, "I Want You Back", foi lançado no Reino Unido e nos Estados Unidos , tornando-se seu primeiro single em ambos os territórios, alcançando sucesso tanto no UK Singles Chart quanto na Billboard Hot 100 . Por volta dessa época, a RCA Records anunciaram que desejavam lançar o álbum de estréia do grupo, que anteriormente era lançado apenas na Alemanha, no Reino Unido e nos EUA, no entanto, queria fazer ajustes para atender ambos os mercados. Isso resultou no corte das faixas "Riddle", "Best of My Life", "More Than a Feeling", "Together Again" e "Forever Young" , e novas mixagens de "I Want You Back", "Tearin ' Up My Heart" e "For The Girl Who Has Everything". A nova versão do álbum também incluiu quatro novas faixas: "I Just Wanna Be with You", "(God Must Have Spent) A Little More Time on You", "Everything I Own", "Thinking of You (I Drive Myself Crazy)".
Em 30 de junho de 1998, o segundo single alemão do grupo, "Tearin 'Up My Heart", foi lançado no Reino Unido e nos EUA, mais uma vez obtendo sucesso em ambas as paradas. Outras edições foram feitas para a versão britânica do álbum, incluindo remixes de "Thinking of You (I Drive Myself Crazy)", "(God Must Have Spent) A Little More Time on You" e "For The Girl Who Has Everything" , além de uma faixa totalmente nova, "U Drive Me Crazy", escrita exclusivamente para o mercado britânico. Esta versão do álbum foi lançada no Reino Unido em 5 de julho de 1998. Inicialmente, as vendas do álbum foram medíocres nos territórios Britânico e Americano, até a transmissão mundial do show da banda no Disney Summer Concert em 1998. Após o show ser exibido, as vendas do álbum começaram a disparar chegando a vender mais de 10 milhões de cópias apenas nos Estados Unidos, logo após ganhando o certificado de diamante pela RIAA.  Em 9 de fevereiro de 1999, um terceiro single da nova versão do álbum, "(God Must Have Spent) A Little More Time on You", foi lançado exclusivamente nos Estados Unidos, chegando a #8 na Billboard Hot 100. Eles então se tornaram a  boy band mais vendida de todos os tempos.
Em 1999 o grupo teve a regravação de "Sailling" incluída na trilha sonora internacional da novela "Suave Veneno" da TV Globo, exibida nesse mesmo ano. Na trama de Aguinaldo Silva a canção foi tema da personagem "Adriana" de Daniela Faria. A canção é uma regravação do sucesso de Christopher Cross.

## Desempenho comercial
| Críticas profissionais | Críticas profissionais |
| Avaliações da crítica  | Avaliações da crítica  |
| Fonte                  | Avaliação              |
| ---------------------- | ---------------------- |
| AllMusic               | [ 13 ]                 |
| Rolling Stone          | [ 14 ]                 |

O álbum estreou na posição oitenta e dois na Billboard 200 na semana de 11 de abril de 1998 com vendas de aproximadamente 14.000 unidades.  Após seis meses, em 10 de outubro de 1998, o álbum alcançou o pico e ficou em segundo lugar no gráfico e permaneceu por cento e nove semanas. Ele ficou um total de trinta semanas dentro do top 10. O álbum passou três semanas no número 2 de setembro de 1998 a janeiro de 1999. Ele ficou atrás de três diferentes álbuns de grande sucesso: The Miseducation of Lauryn Hill, Double Live e …Baby One More Time da cantora Britney Spears.  De acordo com a Nielsen SoundScan, foi o quinto álbum mais vendido de 1998 nos Estados Unidos, com 4.400.000 cópias vendidas.  O álbum foi certificado dez vezes platina pela RIAA em 5 de janeiro de 2000, tendo vendido dez milhões. O álbum vendeu 9.854.000 cópias nos EUA de acordo com a Nielsen Music (em março de 2015) com mais 1,5 milhão de unidades no BMG Music Club (a partir do início de 2003).  No Reino Unido, o álbum estreou e atingiu o número 30 em 11 de julho de 1999 e permaneceu no gráfico por apenas três semanas.  Em todo o mundo, o álbum vendeu 15.540.000 cópias.
O álbum foi classificado como o 137º melhor álbum de todos os tempos na lista Billboard Top 200 Albums of All Time.

## Faixas
Todos os vocais principais de JC Chasez e Justin Timberlake.
| N.º            | Título                            | Produtor(es)                                  | Duração |  |
| 1.             | "Tearin' Up My Heart"             | Lundin                                        | 4:48    |  |
| 2.             | "You Got It"                      | Renn                                          | 3:34    |  |
| 3.             | "Sailing"                         | Renn                                          | 4:36    |  |
| 4.             | "Crazy for You"                   | Gary Carolla                                  | 3:40    |  |
| 5.             | "Riddle"                          | Renn                                          | 3:42    |  |
| 6.             | "For the Girl Who Has Everything" | Renn                                          | 3:51    |  |
| 7.             | "I Need Love"                     | Carolla                                       | 3:14    |  |
| 8.             | "Giddy Up"                        | Renn                                          | 4:07    |  |
| 9.             | "Here We Go"                      | Aris Cottura V. D. Toorn (co.) Rollocks (co.) | 3:34    |  |
| 10.            | "Best of My Life"                 | Aris Cottura Toorn                            | 4:45    |  |
| 11.            | "More Than a Feeling"             | Jaap Eggermont                                | 3:44    |  |
| 12.            | "I Want You Back"                 | Pop Martin                                    | 3:22    |  |
| 13.            | "Together Again"                  | Corolla Renn (vocal)                          | 4:09    |  |
| 14.            | "Forever Young"                   | Jörn-Uwe Fahrenkrog-Petersen Frank Busch      | 4:11    |  |
| Duração total: | Duração total:                    | Duração total:                                | 56:18   |  |

| Versão japonesa (faixa bonus) |                                    |         |  |
| N.º                           | Título                             | Duração |  |
| 15.                           | "Tearin' Up My Heart" (Radio Edit) | 3:29    |  |

| Versão americana |                                                 |         |  |
| N.º              | Título                                          | Duração |  |
| 1.               | "Tearin' Up My Heart"                           | 3:30    |  |
| 2.               | "I Just Wanna Be with You"                      | 4:03    |  |
| 3.               | "Here We Go"                                    | 3:35    |  |
| 4.               | "For the Girl Who Has Everything"               | 3:45    |  |
| 5.               | "God Must Have Spent a Little More Time on You" | 4:42    |  |
| 6.               | "You Got It"                                    | 3:22    |  |
| 7.               | "I Need Love"                                   | 3:14    |  |
| 8.               | "I Want You Back"                               | 3:21    |  |
| 9.               | "Everything I Own"                              | 3:57    |  |
| 10.              | "I Drive Myself Crazy"                          | 4:00    |  |
| 11.              | "Crazy for You"                                 | 3:40    |  |
| 12.              | "Sailing"                                       | 4:38    |  |
| 13.              | "Giddy Up"                                      | 4:08    |  |

| Versão internacional |                                                   |         |  |
| N.º                  | Título                                            | Duração |  |
| 1.                   | "Tearin' Up My Heart"                             | 3:35    |  |
| 2.                   | "I Just Wanna Be with You"                        | 4:03    |  |
| 3.                   | "Here We Go"                                      | 3:33    |  |
| 4.                   | "For the Girl Who Has Everything"                 | 3:46    |  |
| 5.                   | "(God Must Have Spent) A Little More Time on You" | 3:58    |  |
| 6.                   | "You Got It"                                      | 3:33    |  |
| 7.                   | "I Need Love"                                     | 3:14    |  |
| 8.                   | "I Want You Back"                                 | 3:12    |  |
| 9.                   | "Everything I Own"                                | 3:59    |  |
| 10.                  | "Thinking of You (I Drive Myself Crazy)"          | 4:00    |  |
| 11.                  | "Crazy for You"                                   | 3:42    |  |
| 12.                  | "Sailing"                                         | 4:36    |  |
| 13.                  | "Giddy Up"                                        | 4:09    |  |

| Versão britânica (faixa bonus) |                    |         |  |
| N.º                            | Título             | Duração |  |
| 14.                            | "U Drive Me Crazy" | 3:34    |  |

| Relançamento japones (faixa bonus) |                       |         |  |
| N.º                                | Título                | Duração |  |
| 14.                                | "Sailing"             | 4:39    |  |
| 15.                                | "More Than a Feeling" | 3:43    |  |
| 16.                                | "Sundreams"           | 3:45    |  |
| 17.                                | "Tearin' Up My Heart" | 6:32    |  |
| 18.                                | "I Want You Back"     | 3:42    |  |

| DVD bônus - Edição Taiwanese |                                                 |         |  |
| N.º                          | Título                                          | Duração |  |
| 1.                           | "Tearin' Up My Heart"                           | 3:35    |  |
| 2.                           | "Here We Go"                                    | 3:33    |  |
| 3.                           | "For the Girl Who Has Everything"               | 3:46    |  |
| 4.                           | "God Must Have Spent a Little More Time on You" | 3:58    |  |
| 5.                           | "I Want You Back"                               | 3:12    |  |
| 6.                           | "Thinking of You (I Drive Myself Crazy)"        | 4:00    |  |
| 7.                           | "U Drive Me Crazy"                              | 3:34    |  |

| CD bônus - Edição cingapuriana |                                   |         |  |
| N.º                            | Título                            | Duração |  |
| 1.                             | "U Drive Me Crazy"                | 4:42    |  |
| 2.                             | "For the Girl Who Has Everything" | 4:18    |  |
| 3.                             | "Some Dreams"                     | 4:18    |  |
| 4.                             | "Riddle"                          | 3:41    |  |
| 5.                             | "Best of My Life"                 | 4:46    |  |
| 6.                             | "More Than a Feeling"             | 3:42    |  |
| 7.                             | "Together Again"                  | 4:09    |  |
| 8.                             | "Forever Young"                   | 4:07    |  |
| 9.                             | "The Lion Sleeps Tonight"         | 3:03    |  |

Notas
- ↑[a]  significa um produtor adicional
- "I Just Wanna Be with You" contém elementos de "Family Affair", escrita por Sly Stone.

## Desempenho nas tabelas musicais
| Chart (1997–98)                       | Posição |
| ------------------------------------- | ------- |
| Alemanha (Offizielle Deutsche Charts) | 1       |
| Austrália (ARIA)                      | 58      |
| Áustria (Ö3 Austria Top 40)           | 2       |
| Canadá (Canadian Albums Chart)        | 4       |
| Escócia (Official Scottish Albums)    | 54      |
| Estados Unidos (Billboard 200)        | 2       |
| Estados Unidos (Top Catalog Albums)   | 13      |
| Hungria (MAHASZ)                      | 3       |
| Malásia (IFPI)                        | 9       |
| Nova Zelândia (RMNZ)                  | 34      |
| Noruega (VG-lista)                    | 40      |
| Países Baixos (Dutch Charts)          | 59      |
| Reino Unido (UK Albums Chart)         | 30      |
| Suécia (Sverigetopplistan)            | 56      |
| Suíça (Schweizer Hitparade)           | 5       |
| União Europeia (Top 100 Albums Chart) | 8       |

| Chart (1997)                   | Posição |
| ------------------------------ | ------- |
| Alemanha (German Albums Chart) | 40      |

| Chart (1990–1999)             | Posição |
| ----------------------------- | ------- |
| Estados Unidos(Billboard 200) | 17      |

## Certificações
| País                  | Certificação | Vendas     |
| --------------------- | ------------ | ---------- |
| Alemanha (BVMI)       | Ouro         | 250,000    |
| Áustria (IFPI)        | Ouro         | 25,000     |
| Canadá (Music Canada) | 4× Platina   | 400,000    |
| Estados Unidos (RIAA) | Diamante     | 11,354,000 |
| Polónia (ZPAV)        | Ouro         | 50,000     |
| Suíça (IFPI Suíça)    | Ouro         | 25,000     |

## Histórico de lançamento
| País           | Data                  | Formato     | Gravadora      | Ref.          |
| -------------- | --------------------- | ----------- | -------------- | ------------- |
| Alemanha       | 26 maio de 1997       | CD          | Ariola         | [ 48 ]        |
| Japão          | 1 de novembro de 1997 | CD          | Sony           | [ 49 ]        |
| Estados Unidos | 24 de março de 1998   | Cassette CD | RCA            | [ 50 ] [ 51 ] |
| Japão          | 5 de junho de 1999    | CD          | Sony           | [ 52 ]        |
| Reino Unido    | 1 de outubro de 1999  | CD          | BMG            | [ 53 ]        |
| Alemanha       | 12 de janeiro de 2018 | LP          | Music on Vinyl | [ 54 ]        |
| Reino Unido    | 19 de janeiro de 2018 | LP          | Music on Vinyl | [ 55 ]        |